# Parets del Vallès
Parets del Vallès település Spanyolországban, Barcelona tartományban. Lakosainak száma 18 881 fő (2024).

## Földrajza
Parets del Vallès Lliçà de Vall, Granollers, Montmeló, Mollet del Vallès, Lliçà d’Amunt és Palau-solità i Plegamans községekkel határos.

## Testvértelepülések
- San Francisco del Norte

## Népesség
A település lakosságának változását az alábbi diagram mutatja:
| Lakosok száma | 900  | 1503 | 2178 | 4240 | 10 928 | 16 202 | 17 805 | 18 733 | 19 082 | 18 881 |
|               | 1857 | 1910 | 1945 | 1965 | 1991   | 2005   | 2010   | 2014   | 2019   | 2024   |